# Recopa Sudamericana 2013
La Recopa Sudamericana 2013 (ufficialmente Recopa Santander Sudamericana 2013 per ragioni di sponsorizzazione) è la ventunesima edizione della Recopa Sudamericana. Si tratta di una finale con partite di andata e ritorno tra i vincitori della Coppa Libertadores dell'anno precedente e i vincitori della Coppa Sudamericana dell'anno precedente, ovvero il Corinthians e il San Paolo.
Entrambe le partite si sono disputate a San Paolo. Quella d'andata si è giocata il 3 luglio al Morumbi, mentre la gara di ritorno si è disputata il 17 luglio al Pacaembu. A conquistare il titolo è stato il Corinthians che ha vinto la gara d'andata per 2-1 e quella di ritorno per 2-0.

## Tabellini

### Andata
| Arbitro: | Ricardo Marques |

|             |           |                                 |
| Aloísio 46’ | Marcatori | 28’ Guerrero 75’ Renato Augusto |

| San Paolo | Corinthians |

| San Paolo       |    |                   |     |     |
|                 |    |                   |     |     |
| P               | 01 | Rogério Ceni (c)  |     |     |
| D               | 23 | Douglas           |     | 46’ |
| D               | 3  | Lúcio             |     |     |
| D               | 2  | Rafael Tolói      |     |     |
| D               | 16 | Juan              | 86’ |     |
| C               | 7  | Rodrigo Caio      |     |     |
| C               | 15 | Denílson          |     | 78’ |
| C               | 8  | Ganso             | 20’ | 46’ |
| C               | 10 | Jádson            | 74’ |     |
| A               | 9  | Luís Fabiano      |     |     |
| A               | 17 | Osvaldo           |     |     |
| A disposizione: |    |                   |     |     |
| P               | 12 | Denis             |     |     |
| D               | 4  | Rhodolfo          |     |     |
| C               | 5  | Wellington        | 89’ | 46’ |
| C               | 18 | Maicon            |     |     |
| C               | 20 | Lucas Evangelista |     | 78’ |
| A               | 11 | Ademilson         |     |     |
| A               | 19 | Aloísio           |     | 46’ |
| Allenatore:     |    |                   |     |     |
| Ney Franco      |    |                   |     |     |

| Corinthians     |    |                |       |         |
|                 |    |                |       |         |
| P               | 12 | Cássio         |       |         |
| D               | 21 | Edenílson      |       |         |
| D               | 4  | Gil            |       |         |
| D               | 13 | Paulo André    |       |         |
| D               | 6  | Fábio Santos   |       |         |
| C               | 5  | Ralf           | 15’   |         |
| C               | 19 | Guilherme      |       |         |
| C               | 20 | Danilo (c)     |       | 27’     |
| A               | 17 | Romarinho      |       |         |
| A               | 11 | Emerson        | 40’   | 81’     |
| A               | 9  | Paolo Guerrero | 90+2’ |         |
| A disposizione: |    |                |       |         |
| P               | 1  | Júlio César    |       |         |
| D               | 3  | Chicão         |       |         |
| D               | 23 | Felipe         |       |         |
| C               | 8  | Renato Augusto | 59’   | 52’     |
| C               | 10 | Douglas        |       | 27’ 52’ |
| C               | 18 | Ibson          |       | 81’     |
| A               | 7  | Alexandre Pato |       |         |
| Allenatore:     |    |                |       |         |
| Tite            |    |                |       |         |

### Ritorno
| Arbitro: | Paulo Oliveira |

|                          |           |  |
| Romarinho 35’ Danilo 68’ | Marcatori |  |

| Corinthians | San Paolo |

| Corinthians     |    |                  |     |     |
|                 |    |                  |     |     |
| P               | 12 | Cássio           |     |     |
| D               | 21 | Edenílson        |     |     |
| D               | 4  | Gil              |     |     |
| D               | 13 | Paulo André      |     |     |
| D               | 6  | Fábio Santos     |     |     |
| C               | 5  | Ralf             |     |     |
| C               | 19 | Guilherme        |     |     |
| C               | 20 | Danilo (c)       | 32’ |     |
| A               | 17 | Romarinho        |     | 80’ |
| A               | 9  | Paolo Guerrero   |     | 85’ |
| A               | 11 | Emerson          |     | 88’ |
| A disposizione: |    |                  |     |     |
| P               | 22 | Danilo Fernandes |     |     |
| D               | 2  | Alessandro       |     |     |
| D               | 3  | Chicão           |     |     |
| C               | 8  | Renato Augusto   |     | 80’ |
| C               | 10 | Douglas          |     |     |
| C               | 18 | Ibson            |     | 88’ |
| A               | 7  | Alexandre Pato   |     | 85’ |
| Allenatore:     |    |                  |     |     |
| Tite            |    |                  |     |     |

| San Paolo       |    |                   |     |     |
|                 |    |                   |     |     |
| P               | 01 | Rogério Ceni (c)  |     |     |
| D               | 23 | Douglas           | 21’ |     |
| D               | 3  | Lúcio             |     |     |
| D               | 2  | Rafael Tolói      |     |     |
| D               | 16 | Juan              |     | 67’ |
| C               | 5  | Wellington        |     | 46’ |
| C               | 15 | Denílson          |     |     |
| C               | 8  | Ganso             |     |     |
| C               | 7  | Rodrigo Caio      |     |     |
| A               | 17 | Osvaldo           |     |     |
| A               | 9  | Luís Fabiano      |     |     |
| A disposizione: |    |                   |     |     |
| P               | 12 | Denis             |     |     |
| D               | 14 | Édson Silva       |     |     |
| D               | 24 | Mateus Caramelo   |     |     |
| C               | 18 | Maicon            |     | 67’ |
| C               | 20 | Lucas Evangelista |     |     |
| C               | 21 | Roni              |     |     |
| A               | 11 | Ademilson         |     |     |
| A               | 19 | Aloísio           |     | 46’ |
| A               | 22 | Silvinho          |     |     |
| Allenatore:     |    |                   |     |     |
| Paulo Autuori   |    |                   |     |     |